# Annalise Murphy
Annalise Murphy (1 de fevereiro de 1990) é uma velejadora irlandesa, medalhista olímpica.

## Carreira

### Rio 2016
Annalise Murphy representou seu país nos Jogos Olímpicos de Verão de 2016, na qual conquistou medalha de prata na classe Laser radial. 